# رونالد (واشینگتن)
رونالد (به انگلیسی: Ronald) یک منطقهٔ مسکونی در ایالات متحده آمریکا است که در شهرستان کیتیتاس، واشینگتن واقع شده‌است. رونالد ۲٫۱ کیلومتر مربع مساحت و ۲۶۵ نفر جمعیت دارد و ۷۱۶ متر بالاتر از سطح دریا واقع شده‌است.